# Thiếu trùng

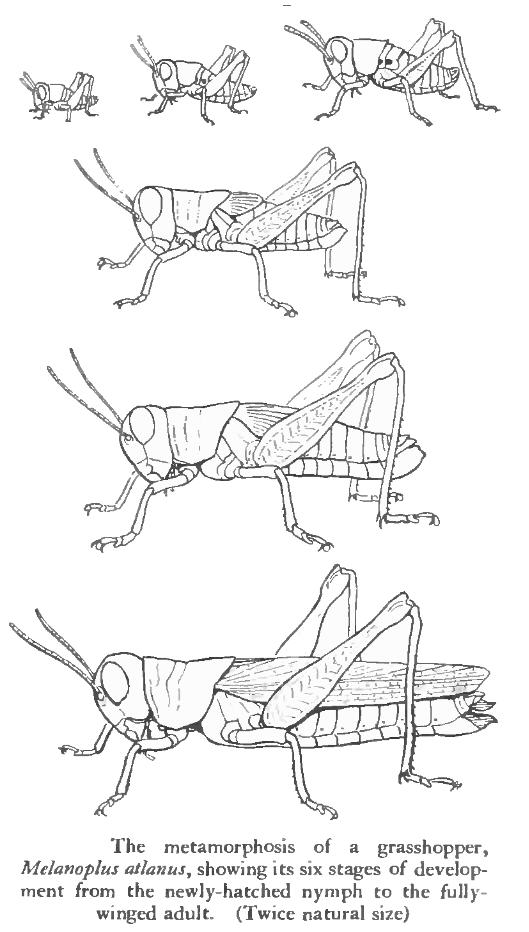
Hình ảnh các lần lột xác của châu chấu

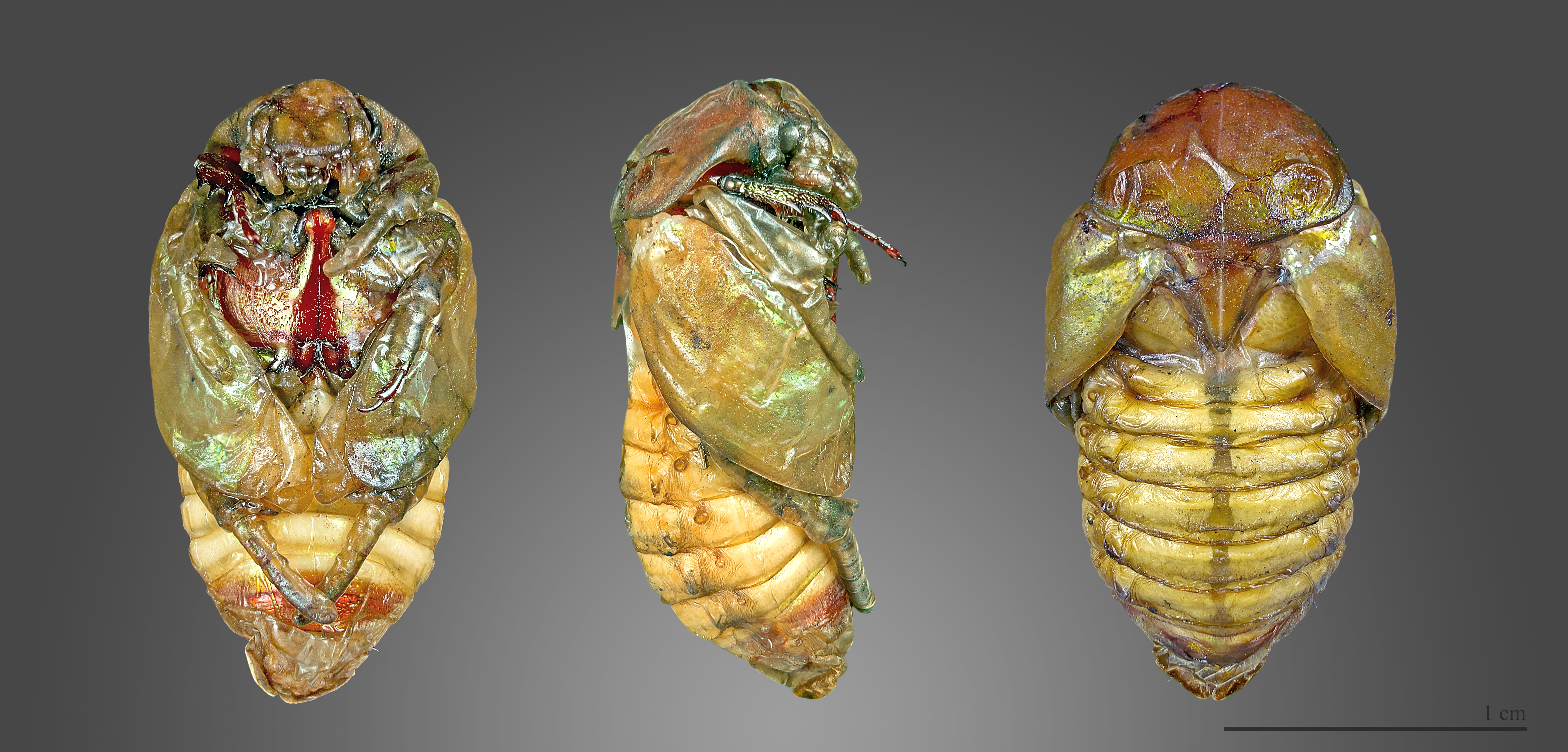
Cetonia aurata

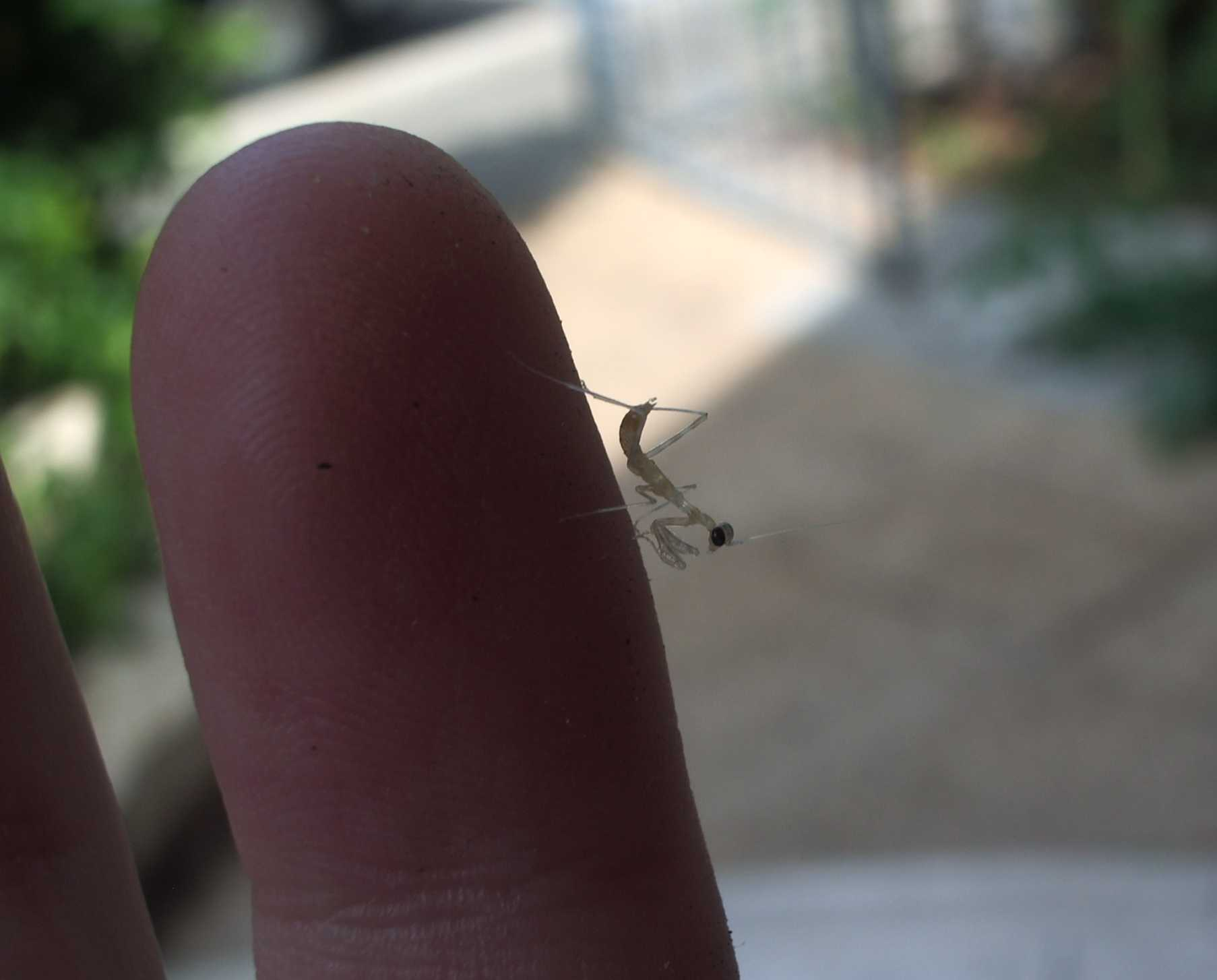
Thiếu trùng của một loài bọ ngựa trên ngón tay

Thiếu trùng là pha phát triển ở các loài côn trùng biến thái không hoàn toàn, gồm các pha: trứng - thiếu trùng - thành trùng. Trứng nở thành thiếu trùng, thiếu trùng có đặc điểm hình thái khác với thành trùng: cánh ngắn, cơ quan sinh dục chưa phát triển đầy đủ. Qua các lần lột xác, thiếu trùng lớn lên, cánh dài ra, cơ quan sinh dục phát triển dần và lần lột xác cuối cùng hoá trưởng thành mà không qua giai đoạn nhộng. Đây là trường hợp các loài như bọ xít, ve sầu, châu chấu, chuồn chuồn, rầy nâu, gián...
Trong tiếng Việt, thiếu trùng của các loài chuồn chuồn còn được gọi là Bà mụ xin cơm

## Hình ảnh

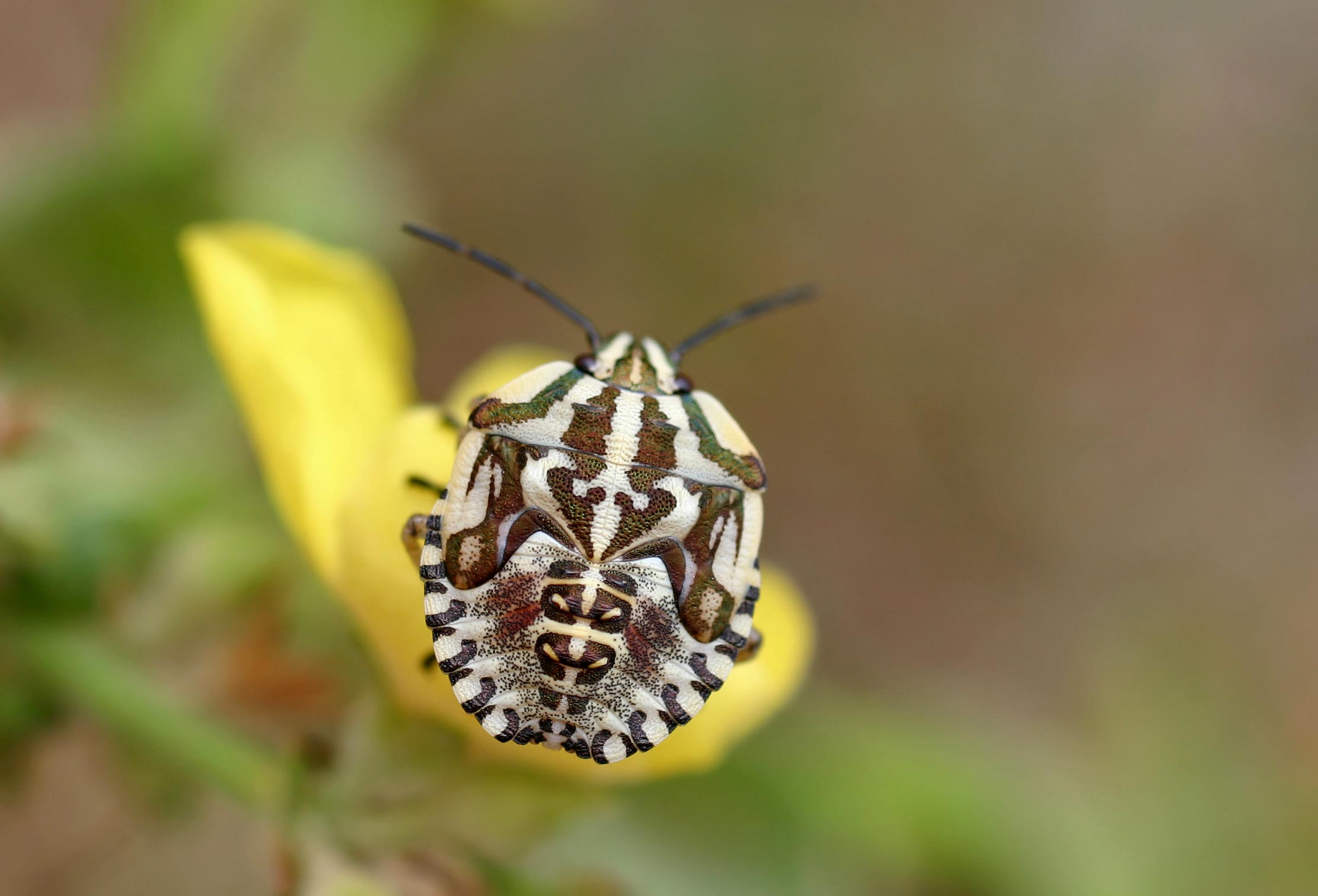
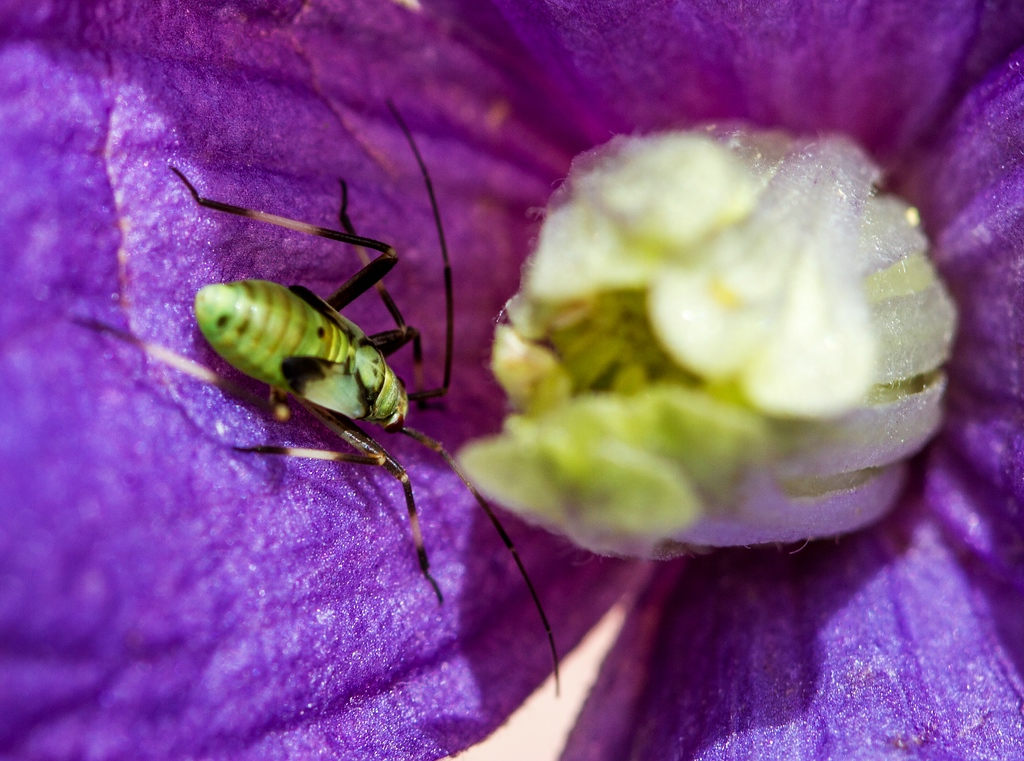
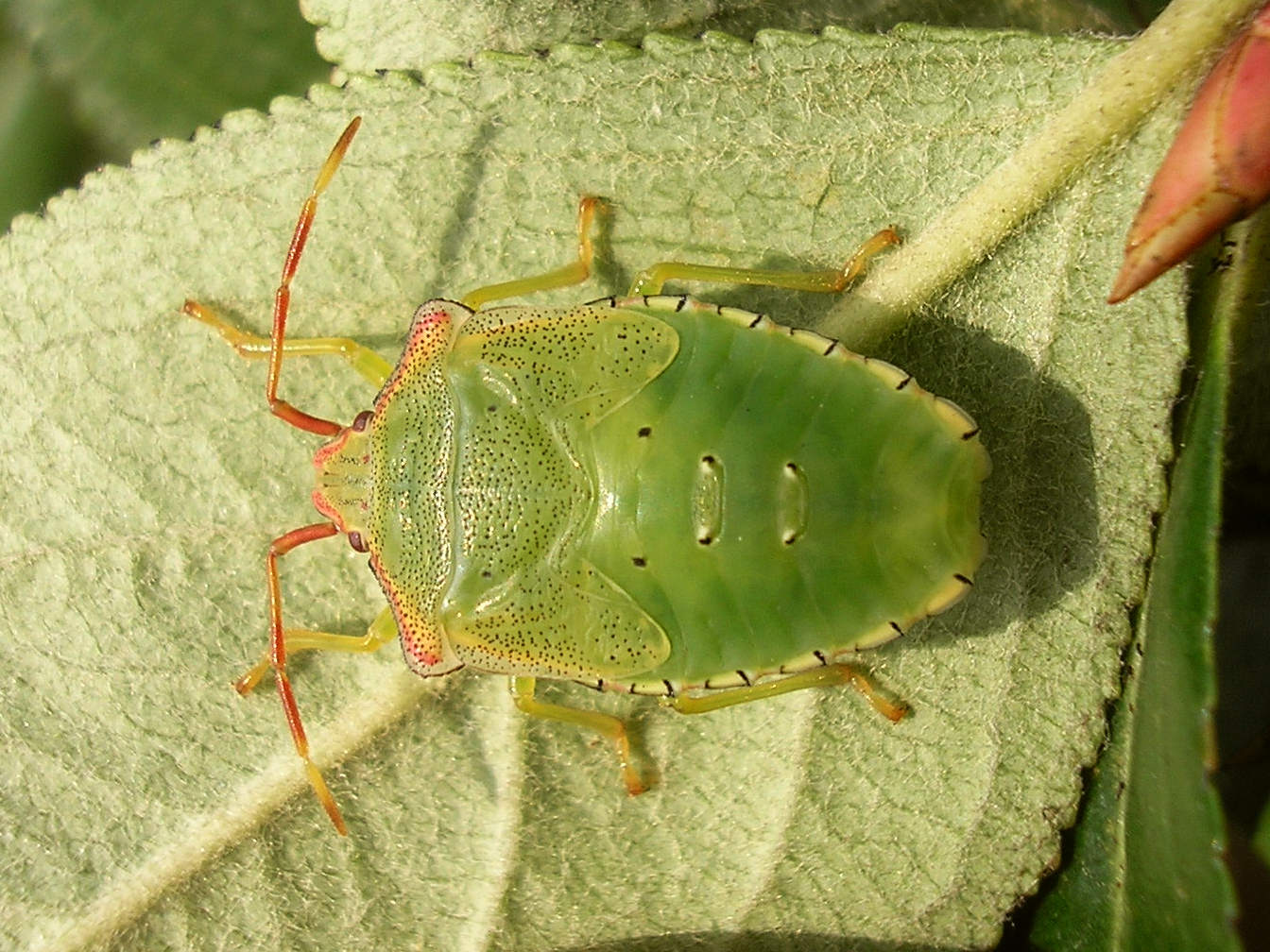
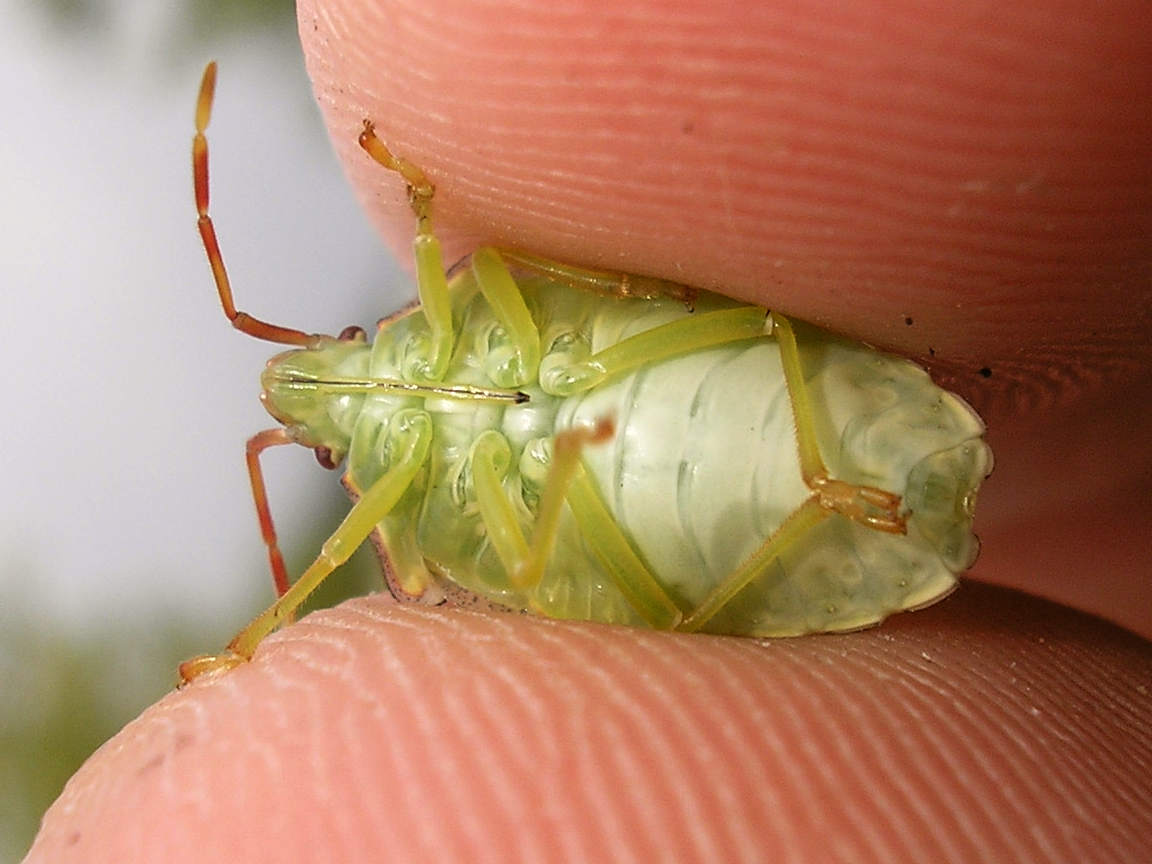